# Travunia
Travunia is een geslacht van hooiwagens uit de familie Travuniidae.
De wetenschappelijke naam Travunia is voor het eerst geldig gepubliceerd door Absolon & Kratochvíl in 1932. 

## Soorten
Travunia is monotypisch en omvat slechts de volgende soort:
- Travunia jandai